# アッシェベルク (ヴェストファーレン)
アッシェベルクまたはアシェベルク（ドイツ語: Ascheberg、低地ドイツ語: Askebiärg）は、ドイツ連邦共和国ノルトライン＝ヴェストファーレン州ミュンスター行政管区のコースフェルト郡に属す町村（以下、本項では便宜上「町」と記述する）である。この町はミュンスターラントに含まれ、人口は約16,000人である。

## 地理

### 隣接する市町村
アッシェベルクに隣接する市町村は、南西から時計回りに、ノルトキルヒェン、ゼンデン（ともにコースフェルト郡）、郡独立市のミュンスター、ヴァーレンドルフ郡ドレンシュタインフルト、郡独立市ハム、ウナ郡ヴェルネである。

### 自治体の構成
自治体アッシェベルクは、以下の3地区からなる。
| 地区名                          | アッシェベルクの地区図 |
| アッシェベルク (Ascheberg)      | アッシェベルクの地区図 |
| ヘルベルン (Herbern)            | アッシェベルクの地区図 |
| ダーフェンスベルク (Davensberg) | アッシェベルクの地区図 |

## 歴史
アッシェベルクは、9世紀半ばにリュードガーが創設した教会の周囲に形成されたザクセン人の集落を起源とする。「アッシェベルク (Ascheberg)」という地名は、おそらく、かつてアッシェベルクの近くにあった城砦「エッシェンブルク (Eschenburg)」に由来すると推定されている。この集落の最初の文献記録は890年になされている。
聖ランベルトゥス教会の高さ 81 m、ネオゴシック様式の塔は、11世紀初めにその存在が確認されており、集落の風景を決定づけている。聖ランベルトゥス教会は、ゴシック様式のハレンキルヒェで、その内陣は1740年にヨハン・コンラート・シュラウンによって建設された。
この町には、広い邸宅、要塞、領主館がある。周囲 13 km 以内に合計18の城館、城砦、伯爵の領主館がある。特にヘルベルン地区のヴェスターヴィンケル城や「ヴェストファーレンのヴェルサイユ」とも呼ばれるノルトキルヒェン城が傑出している。
自治体アッシェベルクには、アッシェベルク地区とダーフェンスベルク地区を中心にして、さらにいくつかの農村が含まれていた。1818年の人口は2,425人であった。人口は継続的に増加し、1930年には3,665人となった。1975年のノルトライン＝ヴェストファーレン州の地域再編直前には、アッシェベルクに6,801人、ダーフェンスベルクに1,431人、その他の農村部に1,458人が住んでいた。
アッシェベルクは、1843年から1934年にプロイセンのすべての市町村役場が廃止されるまでヴェストファーレン州のリューディングハウゼン郡を構成していた。
1975年1月1日にヘルベルンがアッシェベルクに合併した。

## 住民

### 宗教
Zensus 2011によれば、住民の 68.6 % がカトリック信者、16.4 % が福音主義信者、15.1 % がその他の宗教の信者または無宗教であった。聖ランベルトゥス教区の統計によれば、2011年には 70.6 %、2019年には 64.3 %、2020年末には 63.8 %、2021年には 62.2 % がカトリック信者で、2022年末のその数値は 60.3 % であった。

## 行政

### 議会
アッシェベルクの町議会は30議席からなる。

### 首長
トーマス・シュトールドライアーは、2020年に 65.4 % の支持票を獲得して、ベルト・リストハウスの後継者として町長に選出された。
過去の町長を列記する。
- 1994年 - 1997年　ハイナー・クネッパー (SPD)
- 1997年 - 2009年　ディーター・エムトハウス（無所属）
- 2009年 - 2020年　ベルト・リストハウス (CDU)
- 2020年 - 　トーマス・シュトールドライアー（無所属）

アッシェベルクの幟旗

### 紋章
この町の紋章は1978年6月16日にミュンスター行政管区長官の認可を受けた。
図柄: 金地。胸壁状に区切られた基部は赤地で3つの金色の珠が並んで配置されている。主部には基部との分割線から生えるように描かれた青い木が描かれている。
町議会は、1962年に認可されたアッシェベルクの古い紋章を改変することを1977年5月31日に決定した。木（セイヨウトネリコ）の色を緑から、旧自治体ヘルベルンの色（青/黄）を反映して青に変更するというものであった。木と壁はアッシェベルクという地名にちなんだ「地口の紋章」である。9世紀の最初の文献記録の表記 (Ascasberg) について、言語学者は古高ドイツ語の askin = トネリコに由来するとしている。3つの珠は、ダーフェンスベルク家に由来する。この家の紋章は赤地に3つの珠というものであった。

### 旗
この町の旗は、長辺と平行に幅1:3:1に金（黄）-赤-金（黄）に分割。赤い帯の中央に紋章が描かれている。

### 姉妹自治体
- ラインスベルク（ドイツ語版、英語版）（ドイツ、ブランデンブルク州）
- ブッジャーノ（イタリア、トスカーナ州）

この町は2014年までオルシナの村落共同体への援助協力関係を結んでいた。これは1946年にニーダーシレジアのオルシナから追放された人々に対する協力に基づくものである。

## 文化と見どころ

### 博物館

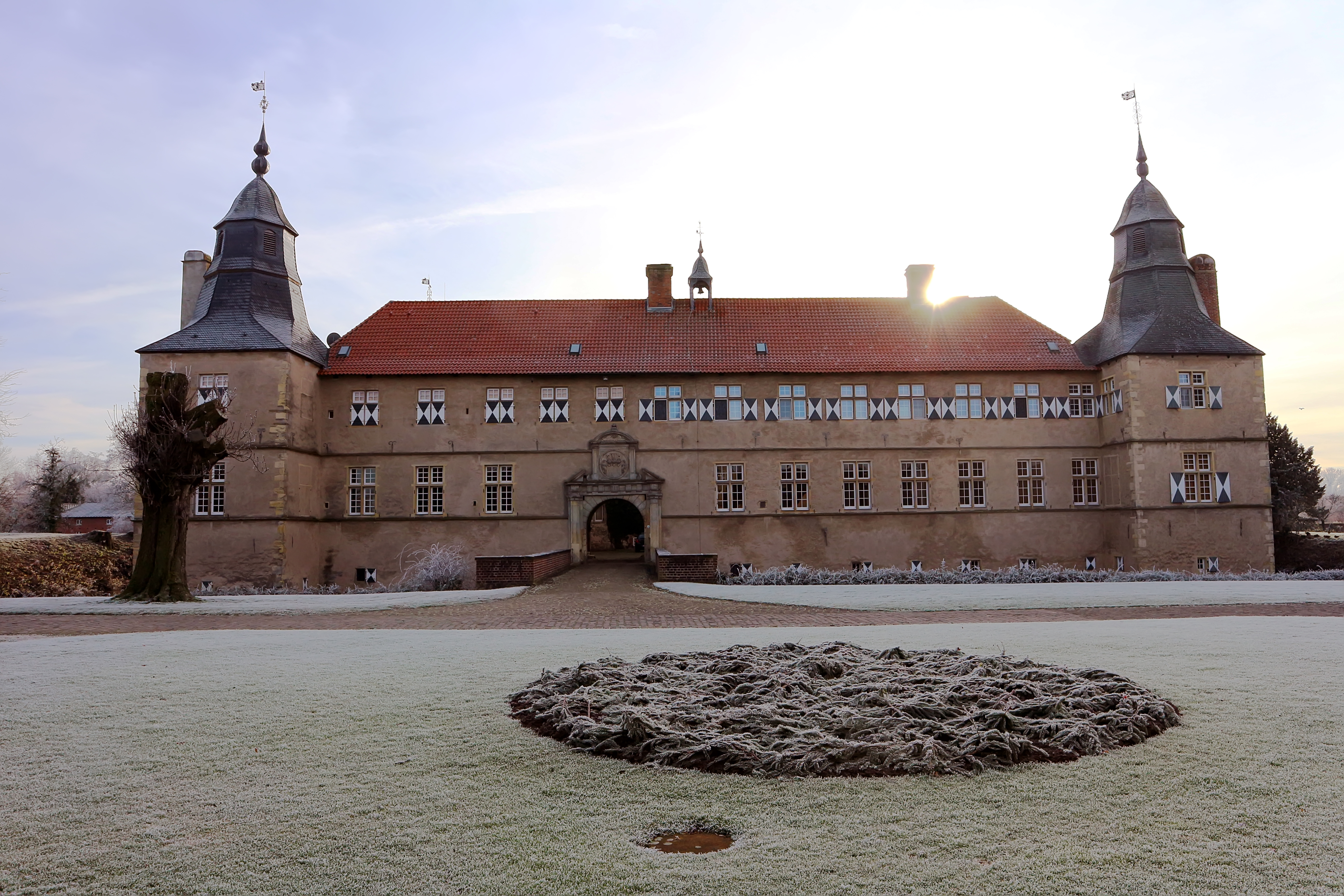
ヴェスターヴィンケル城主館

ダーフェンスベルク地区には、かつてダーフェンスベルク城の一部であった円塔があり、ダーフェンスベルク郷土協会の博物館が入居している。

### 建築

#### 世俗建築物

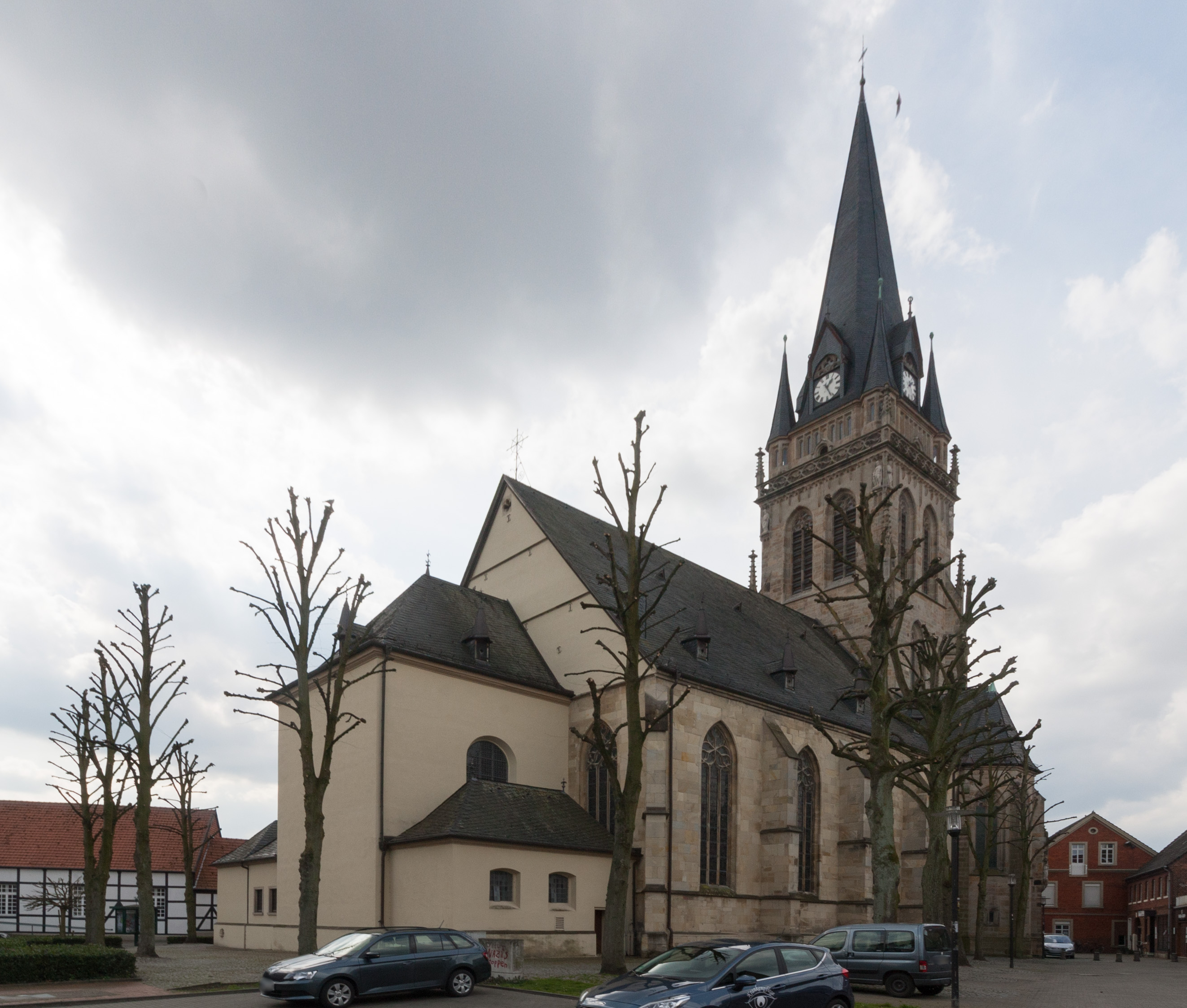
聖ランベルトゥス教会

ヘルベルン地区のヴェスターヴィンケル城は、1663年から16668年にかつての城砦跡に建設された。この城はヴェストファーレンで最初期のバロック様式の水城の1つであり、イギリス式庭園を有している。イトリンゲン館は、その中核部分が1692年に建設された。これにヨハン・コンラート・シュラウンが1755年に馬蹄形のバロック建築を増築した。ダーフェンスベルク地区には領主館のバインク館（1558年建造）、ロムベルク館（1400年以前）、およびいダーフェンスベルク城の塔がある。

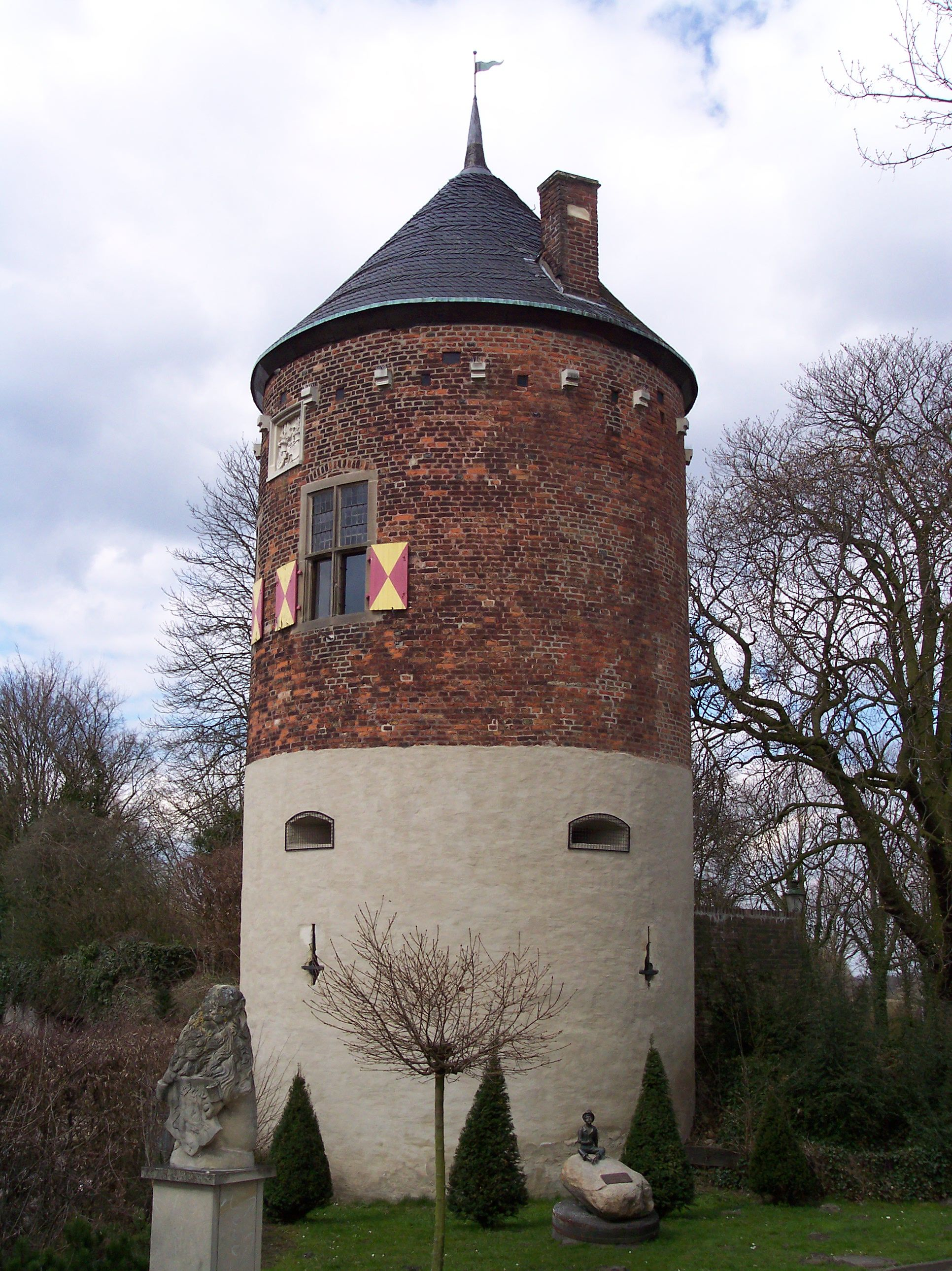
ダーフェンスベルクの博物館が入居している円塔
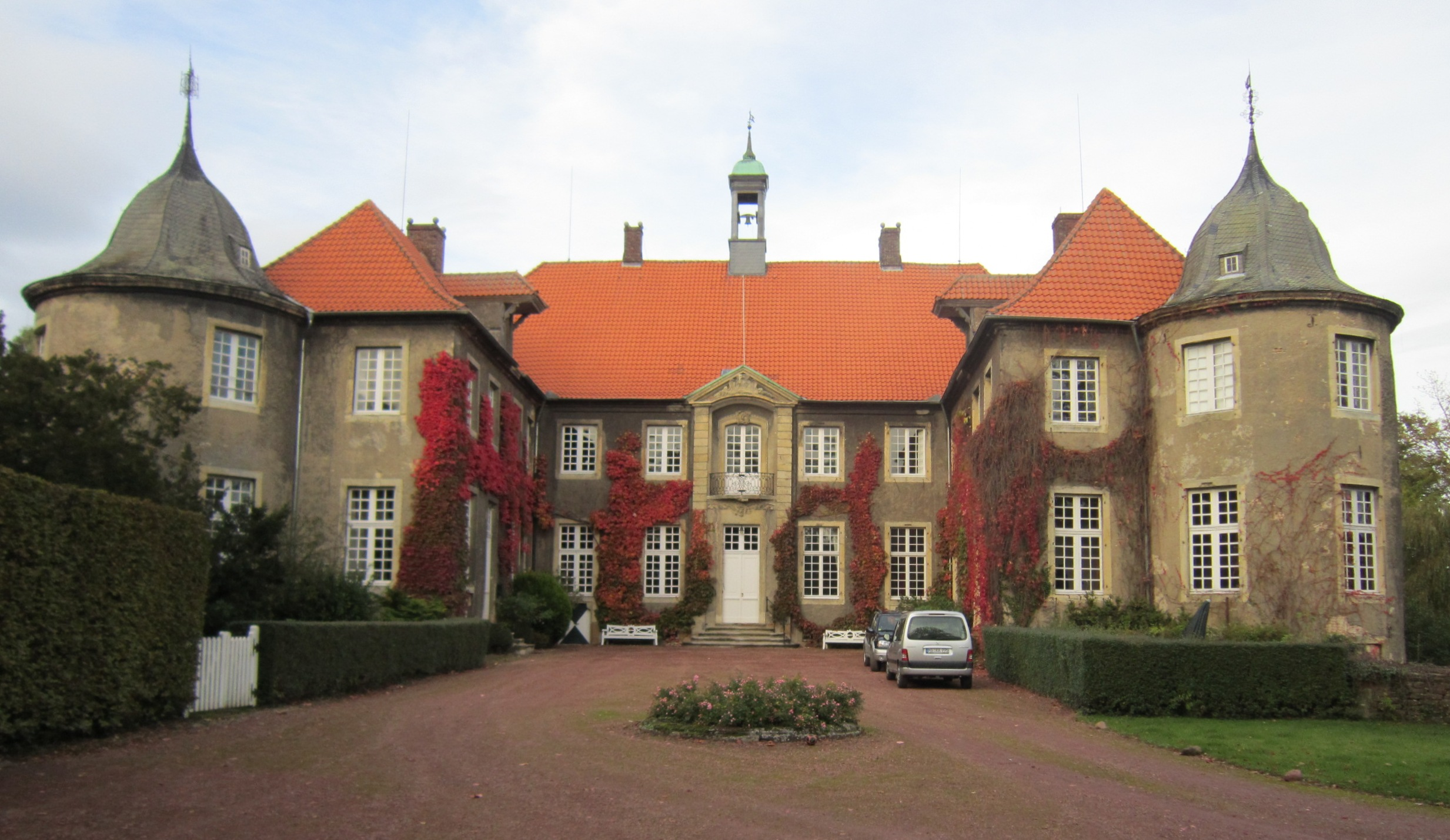
イトリンゲン館
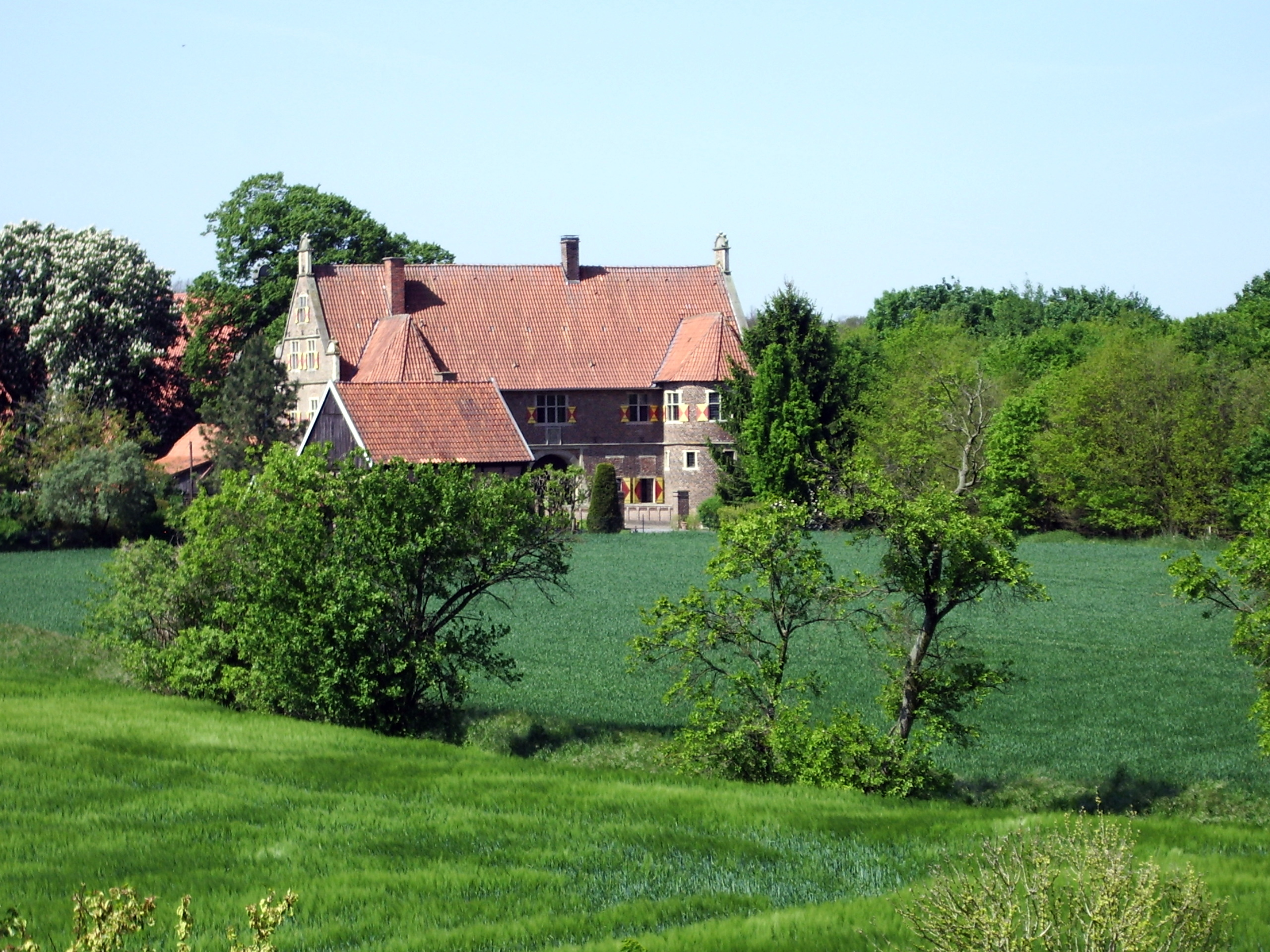
バインク館
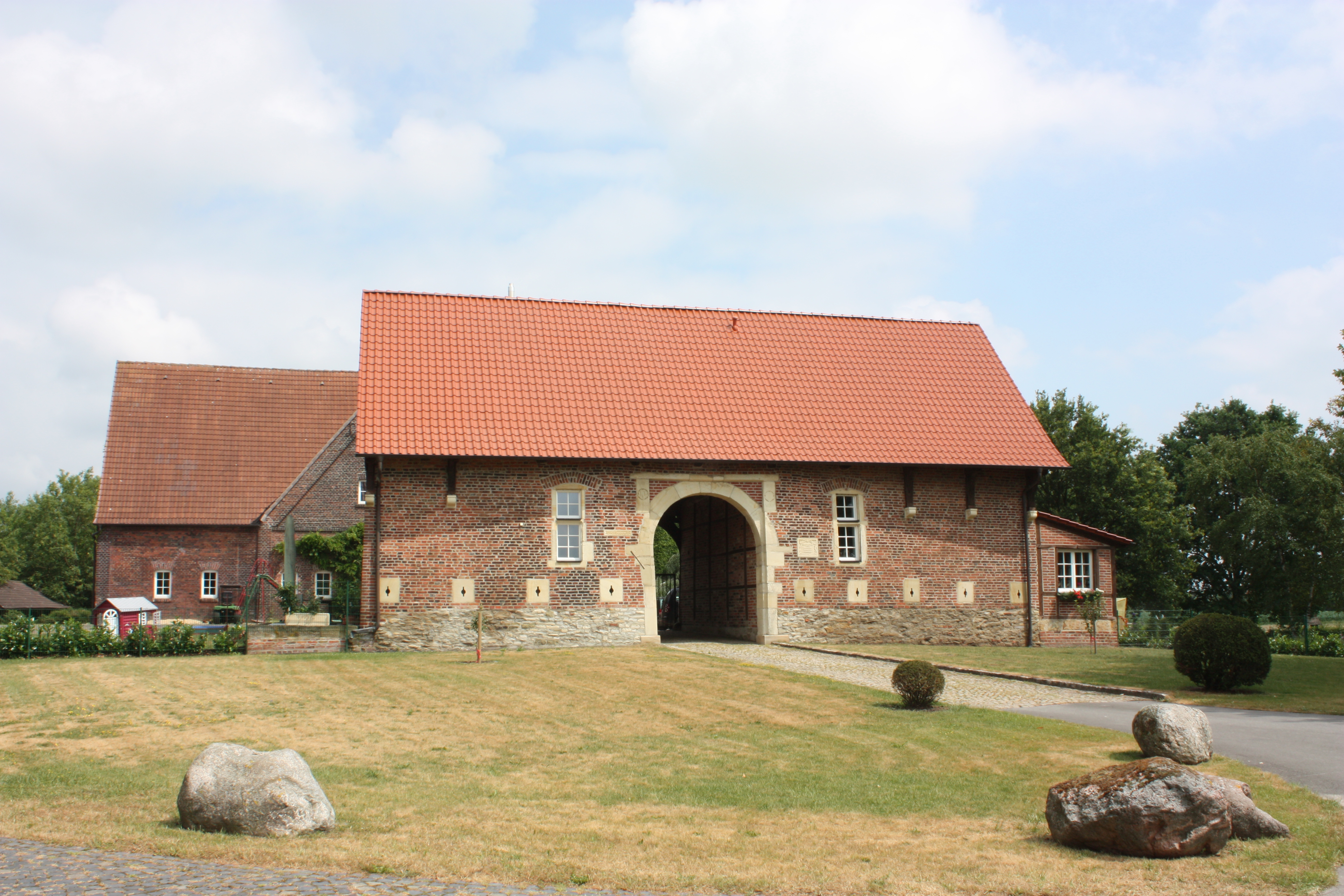
ロムベルク館の楼門

#### 教会建築
- アッシェベルクには、1022年の司祭区を起源とする、1524年に建設されたカトリックの教区教会聖ランベルトゥス教会がある。この後期ゴシック様式ハレンキルヒェの内陣はヨハン・コンラート・シュラウンの設計に基づいて建設された。教会内部の見どころは、16世紀初めに製作された洗礼盤である。
- ヘルベルンには三廊式の後期ゴシック教会の聖ベネディクト教区教会がある。この教会は、1188年に建設された先行建築の跡地に1666年に建設された。
- ダーフェンスベルクにはカトリックの教区教会である聖アナ教会（1497年-1510年建造）がある。この教会堂は、後期ゴシック様式単廊式のレンガ建築である。
- アッシェベルクの福音主義教会組織によって、1950年にアメリカ合衆国の資金援助を受けて「グナーデンキルヒェ（慈悲教会）」と呼ばれる木造の礼拝堂が完成した。オットー・バルトニングが設計したこの教会は、保護文化財に指定されている[12]。
- ヘルベルンの復活教会は1952年に建設され、ヘルベルンの福音主義教会が利用している。この教会は、ヴェルネ福音主義教会の第3管区として組織されている[13]。

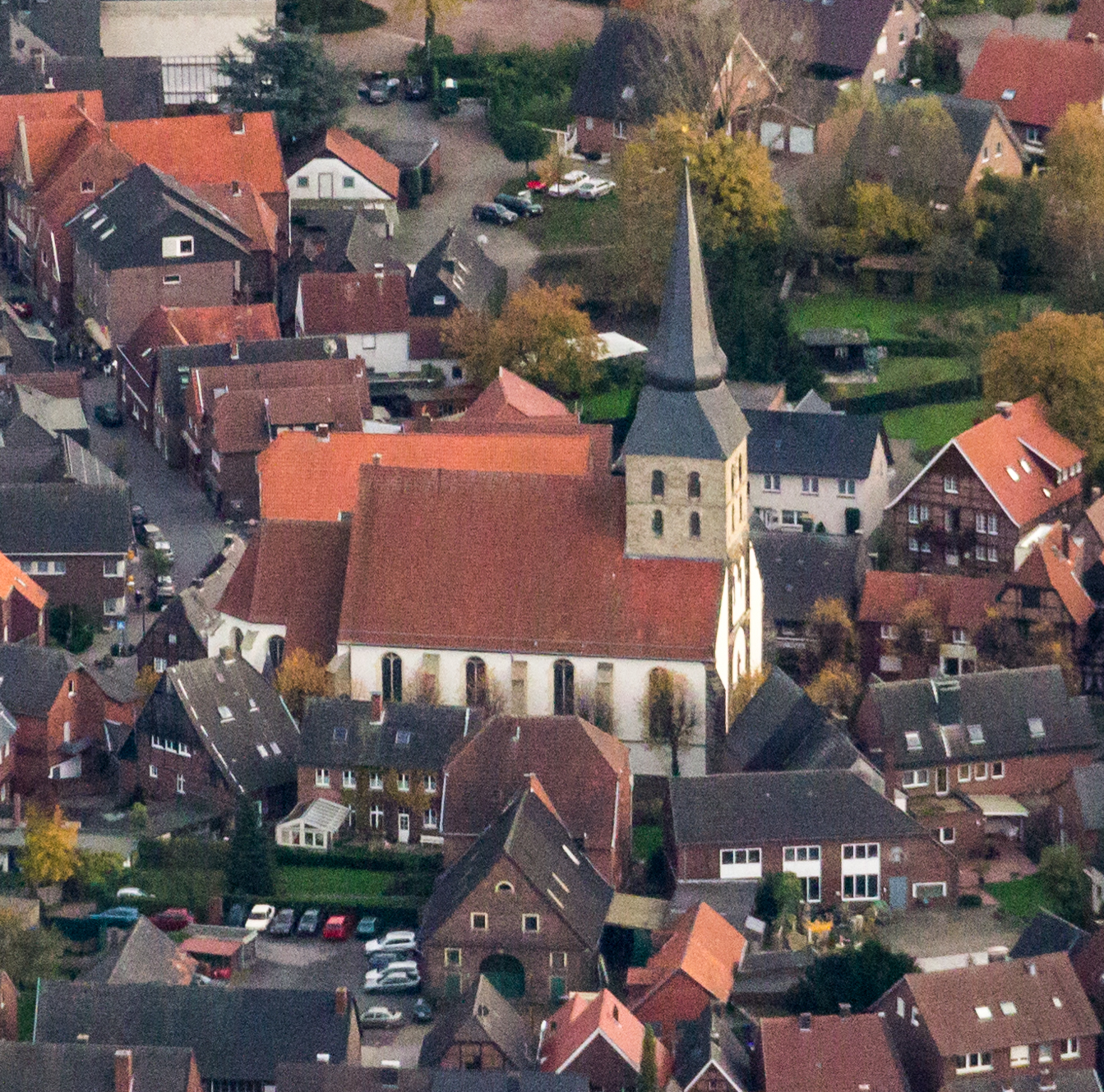
聖ベネディクト教会
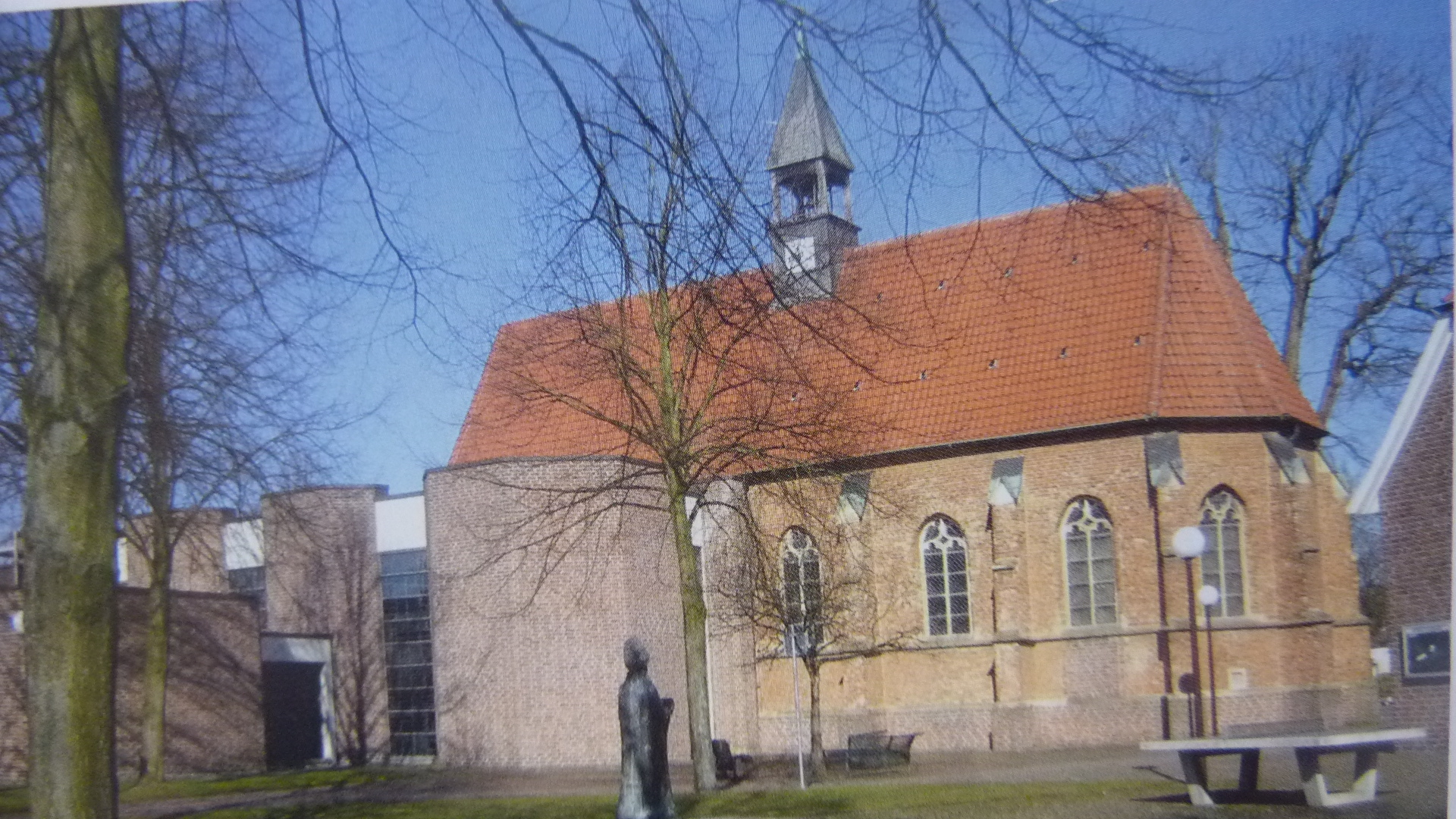
聖アナ教会
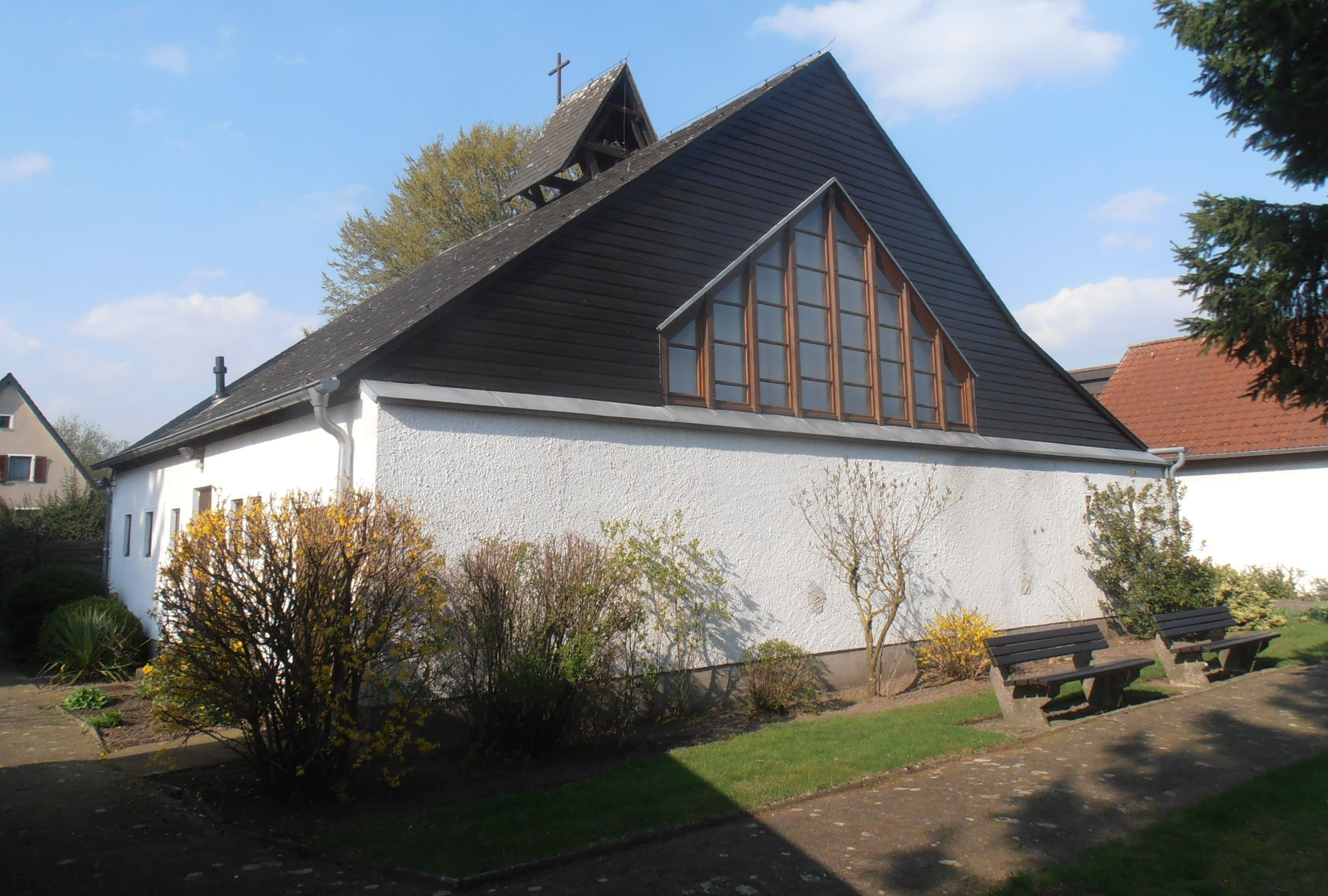
グナーデン礼拝堂
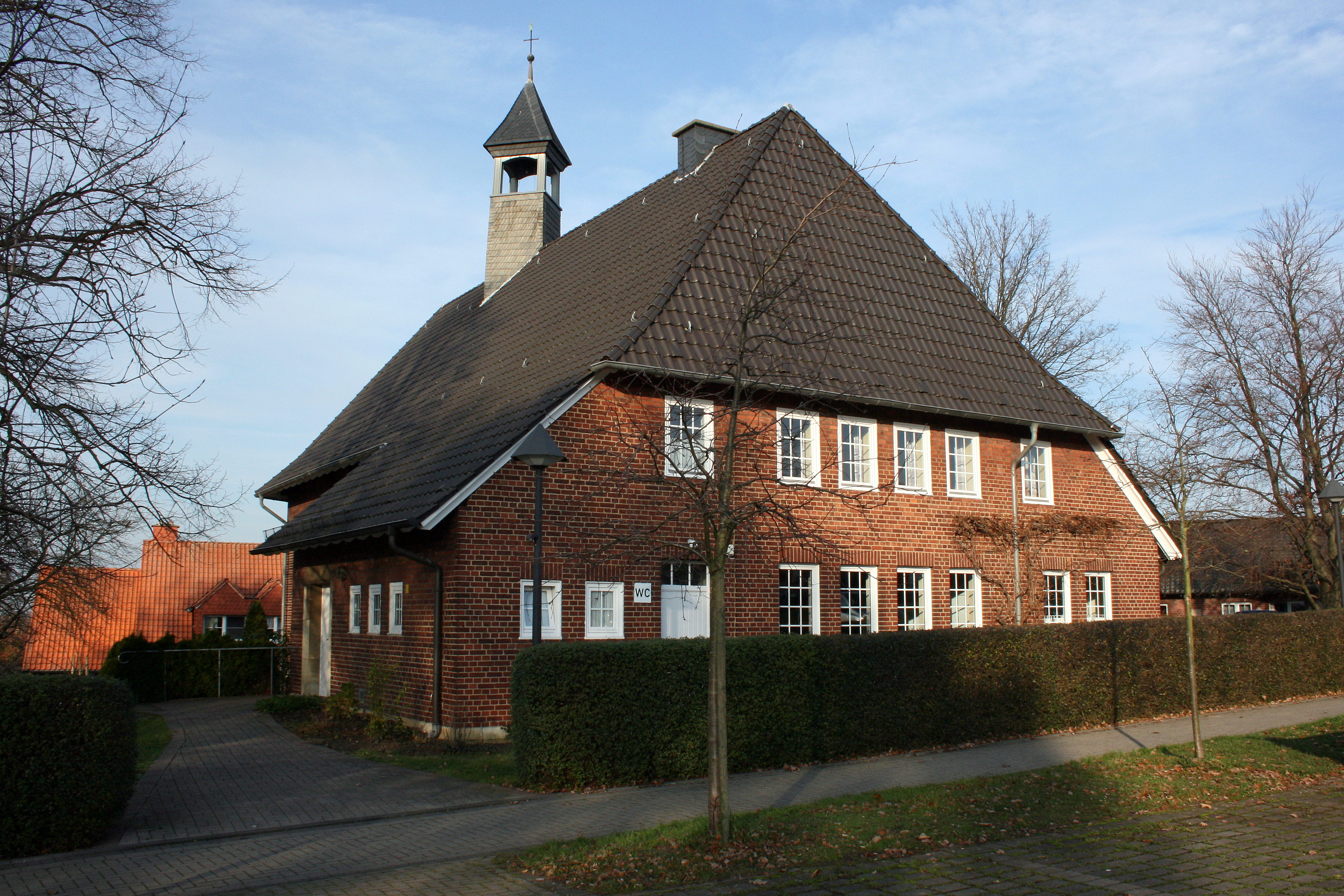
ヘルベルンの復活教会

### スポーツ
アッシェベルク地区のスポーツクラブがTuSアッシェベルクで、卓球、バドミントン、サッカー、バレーボール、体操のスポーツ部門がある。サッカーが最大の部門である。このクラブのサッカー部門は、SVヘルベルン1919と協同で、2021/22年シーズンに3つの女子チームを含め全年齢クラスの20チームをリーグ登録した。ハンドボールチームは、HSGアッシェベルク/ドレンシュタインフルトにある。このクラブは、DJKドレンシュタインフルトとTuSアッシェベルクのハンドボール部門が合併したものである。
馬術スポーツでは、聖フーベルトゥス騎馬/乗馬クラブ・アッシェベルクが活発に活動している。このクラブは2つの屋内馬場といくつかの屋外馬場を有している。
ヘルベルンにはナーゲル・ヘルベルンの乗馬クラブがある。ヘルベルン地区にはSVヘルベルン1919 (SVH) もある。このクラブの第1サッカーチームはランデスリーガに参加している。SVH-女子チームは2018/19年シーズンと2019/20年シーズンをランデスリーガで戦い、その後女子ベツィルクスリーガに昇格した。
SVダーファリア・ダーフェンスベルクのサッカーチームはクライスリーガ A に参加している。

## 年中行事
- アッシェベルクの最も良く知られた行事が、ヤコービ＝キルメスである。これはミュンスターラント最大の村祭りである。毎年約130組のショーマンが集まる。この祭は毎年7月の最終週の土曜日から月曜日に開催される。
- 数多くの射撃祭が開催される。イースター農民射撃祭と最大の射撃祭であるビュルガー射撃祭が特筆される。
- ヘルベルンのジャガイモ祭は、10月の第2週の週末頃に開催される。車両が通行止めにされた通りに、地元の商人や企業がジャガイモをテーマにした屋台を設ける。さらに小売店は、ファッションショー、ゲーム大会、情報スタンド、スペシャルイベントを企画する。ジャガイモ祭は、隣町ヴェルネで開催される祭「Sim-Jü」と連動した、朝から昼にかけての人気イベントである。

## 経済と社会資本

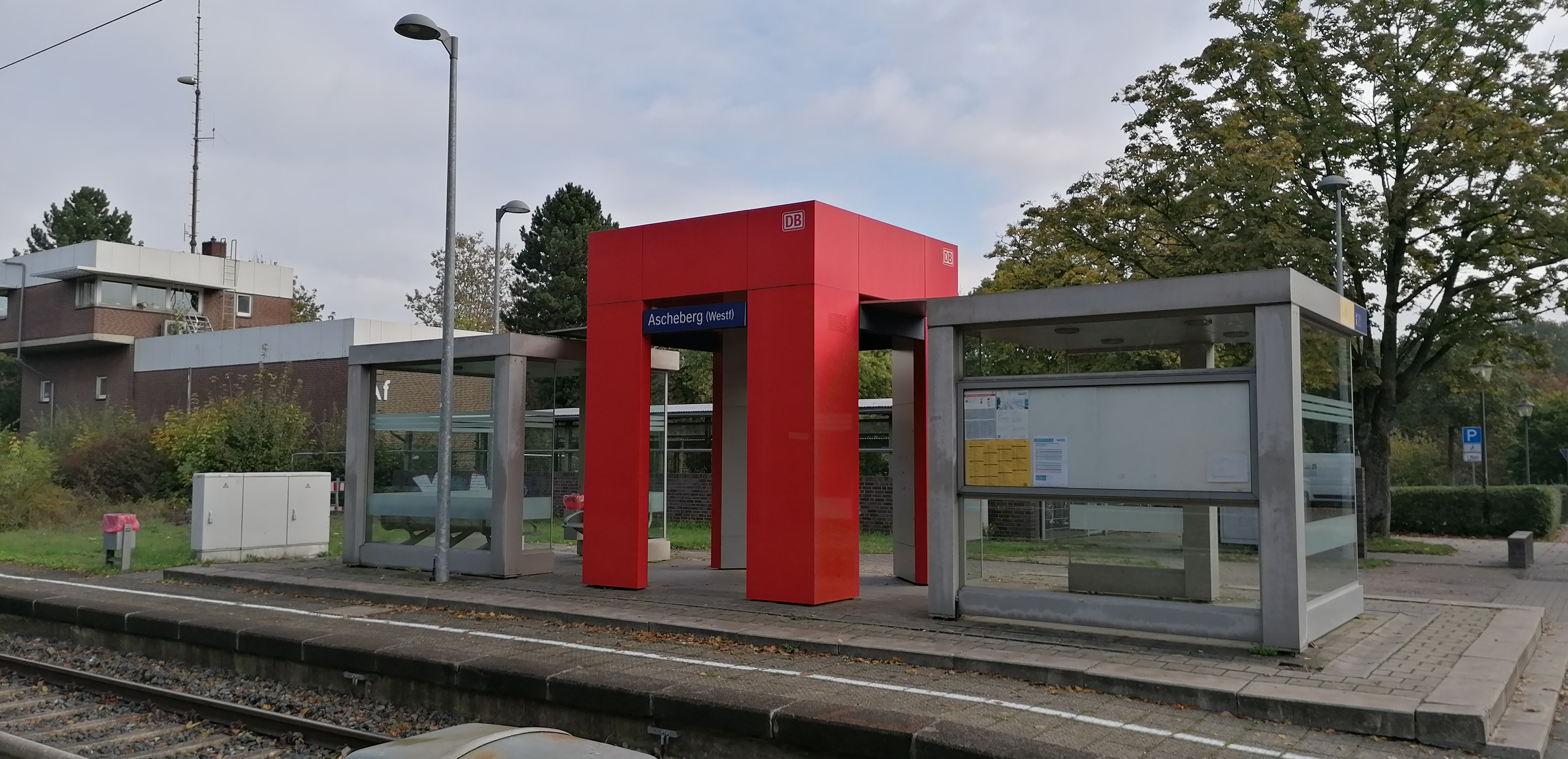
アッシェベルク駅

### 交通
アッシェベルクには、連邦アウトバーン1号線（E37号線）のインターチェンジがある。また、ミュンスターとドルトムントとを結ぶ鉄道路線のアッシェベルク駅とダーフェンスベルク駅がある。1時間ごとにレギオナルバーン 50「デア・リューナー」が停車する。
| 路線番号 | 行程 | 運行間隔 |
| -------- | --- | -------- |
| RB 50    | デア・リューナー ドルトムント中央駅 - ドルトムント＝キルヒデルネ - ドルトムント＝デルネ - リューネン＝プロイセン - リューネン中央駅 - ヴェルネ・アン・デア・リッペ - カペレ（ヴェストファーレン） - アッシェベルク（ヴェストファーレン） - ダーフェンスベルク - ミュンスター＝アーメルスビューレン - ミュンスター（ヴェストファーレン）中央駅 2023年12月現在の時刻表による | 60分     |

1915年から1925年までフィリップ・ホルツマンAGの資材用軽便鉄道がダーフェンスベルク経由でリンケローデまで通っていた。1917年から1925年まで軽減鉄道リンケローデ - アッシェベルク線として定期的に旅客輸送も行っていた。

### 教育
- 基礎課程学校
  - ランベルトゥスシューレ（アッシェベルクとダーフェンスベルクに校舎がある学校連合）。2010/11年シーズンからランベルトゥスシューレ・アッシェベルクとカトリック基礎課程学校アッシェベルク＝ダーフェンスベルクが統合されて成立した[14]。
  - マリエンシューレ・アッシェベルク＝ヘルベルン。
- ブルク＝シューレ養護学校アッシェベルク＝ダーフェンスベルク（学習支援が重点）。2017年夏に閉校[15]。
- プロフィルシューレ・アッシェベルク。社会的学びや個別支援、実践的な学習を重視する学校で、障害のある生徒とのインクルーシブ教育も実施している[16]。
- アッシェベルク実科学校。2016年閉校[17]。
- 市民大学
- 上級の学校は、ヴェルネ、リューディングハウゼン、ノルトキルヒェン、ゼンデン、ミュンスターにある。

アッシェベルクは、プロフィルシューレとも呼ばれるゲマインシャフツシューレを2011/12年の学年に試験的に導入したノルトライン＝ヴェストファーレン州で最初の自治体である。この学校では、ゼクンダーシュトゥーフェ I の全学年を「一つ屋根の下に」受け容れており、5年生から8年生はアッシェベルクの旧実科学校で、9年生と10年生はヘルベルンの旧テオドール＝フォンターネ本課程学校の校舎で学んでいる。アッシェベルクの学生は、オーバーシュトゥーフェの11学年から13学年までゼンデンのギムナジウムに進学する。

### 医療
家庭医、小児科医、歯科医がこの町で診療を行っている。入院診療や専門治療は、隣接するミュンスター、リューディングハウゼン、ヴェルネ、ハムの病院や専門クリニックで行われている。

## 人物

### ゆかりの人物
- フリッツ・リッゲス（ドイツ語版、英語版）（1938年 - 1996年）総合馬術、障害飛越競技選手。ヘルベルンに住んで、馬匹飼育場を設けた。

## 関連図書
- Helmut Müller (1978). Ascheberg. Geschichte eines münsterländischen Ortes von den Anfängen bis zur kommunalen Neuordnung 1975. Ascheberg
- Joseph Farwick (2004). Biographische Geschichte der jüdischen Familien in Herbern und Ascheberg 1710–1945. Ascheberg
- Hartmut Hegeler (2018). “Hexenprozesse in Davensberg”. Hexendenkmäler in Westfalen und Lippe (2 ed.). Unna. pp. 27–29